# Geoffroy Tory

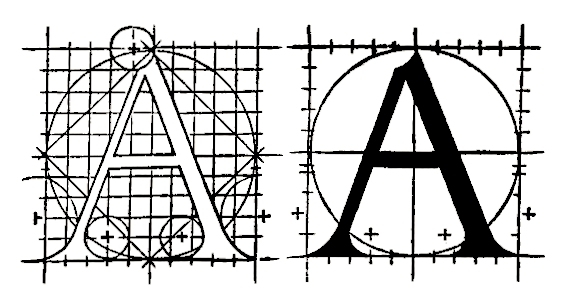
Lletra de Tory, del seu llibre Champ-fleury

Geoffroy Tory (Bourges, c. 1480 - París, 1533) fou un humanista i gravador francès, conegut per les seves contribucions tipogràfiques al francès. Tory va estudiar a Bourges, Roma i Bolonya. Va ser professor de gramàtica i filosofia de diverses escoles de la Universitat de París. També va treballar com a gravador i corrector.